# Kukoricamoly

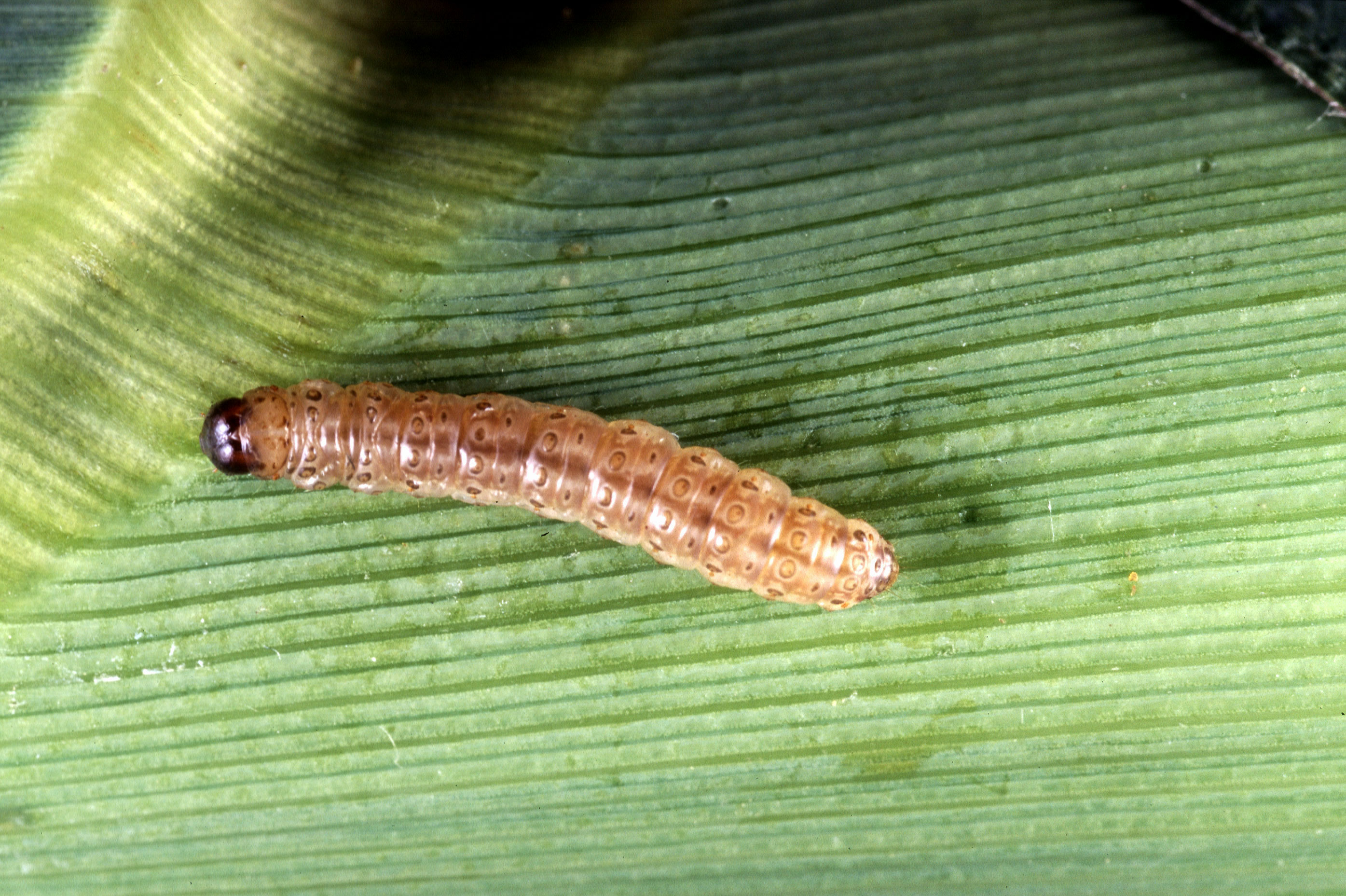
Kukoricamoly hernyója a kukorica levelén

A kukoricamoly (Ostrinia nubilalis) a valódi lepkék közül a fényiloncafélék (Pyralidae) családjában a tűzmolyok (Pyraustinae) alcsaládjába tartozó lepkefaj.

## Elterjedése, élőhelye
Eredetileg eurázsiai faj, de (valószínűleg a cirokfélékkel) – a huszadik század elején áthurcolták Észak-Amerikába is. Nem tudjuk biztosan, hogy mikor találkozott először a kukoricával, de azóta robbanásszerűen terjed: megtelepedett már a Távol-Keleten, Észak-Afrika keleti részén és a közép-amerikai szigeteken (Antillák stb.) is. Nagy-Britannia és Észak-Európa kivételével egész Európában elterjedt, de nagyobb károkat csak Dél- és Délkelet-Európában okoz.
A Kárpát-medencében az alföldeken és a dombvidékeken (500–700 m tszf. alatt) általánosan elterjedt; komolyabb károkat a medence déli részein (Vajdaság, Bácska), a Tiszántúl déli felén, a Nagyalföldön a Duna mellett és Erdélyben a Mezőségben okoz.

## Megjelenése
A hím szárnya barna, a nőstényé agyagsárga. A harántirányú minták a hímen sárgásfehérek, a fakóbb színű nőstényen szürkésvörösek, illetve barnák. Testhossza 25–40 mm. Az első pár szárny viszonylag széles; fesztávolsága 24–32 mm.

## Életmódja
A vegetációs időszak hosszától függ, hogy egy évben hány nemzedéke kel ki – így például Észak-Amerika déli partvidékén négy, a kontinens északi részén egy. Hazánk az egy- és kétnemzedékű populáció határterülete: a Magyar-középhegységtől északra inkább egy, délre inkább két, ritkán három nemzedéke van. A fejlett hernyó a tápnövényben telel át.
Nagyon polifág faj: csak az USA-ban több mint 200 tápnövényét írták le. A volt Szovjetunióban is több mint 50 kultúr- és 100-nál több egyéb növényen ismerték kártételét.
Mielőtt találkozott a kukoricával, egyik legáltalánosabb gazdanövénye valószínűleg a vadkomló volt; ezen még ma is rendszeresen megtalálható.
Hazánkban ma legfőbb termesztett tápnövényei a kukorica mellett a köles és a kender. Alkalmilag megtelepedhet a paprikán és más termesztett, illetve gyomnövényen is. Jelentősége évjáratonként változik. Hazánk melegebb éghajlatú részein, ahol két nemzedéke van, több kárt okoz, mint ott, ahol hűvösebbek a nyarak. A fiatal hernyók a tápnövény leveleit és virágját, később annak szárát rágják belülről.